# Потеря массы звездой

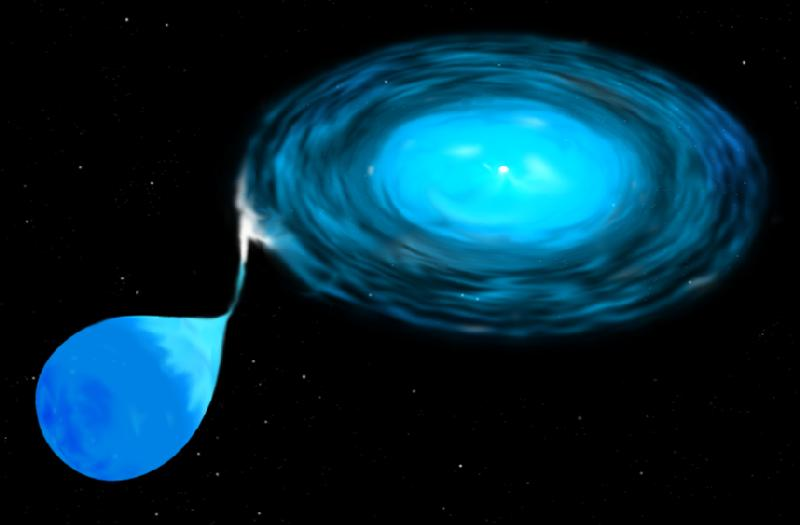
Аккреционный диск вокруг белого карлика, возникший вследствие перетекания вещества со второго компонента в двойной системе

Потеря массы звездой (англ. Stellar mass loss) — явление, наблюдаемое у некоторых массивных звёзд. Происходит в случае, когда некоторый механизм приводит к выбросу значительного количества вещества звезды. Также звезда может терять массу при постепенном перетекании вещества на второй компонент в двойной системе или в окружающее пространство.

## Причины потери массы
К потере массы в звёздах-гигантах может приводить ряд причин, включая следующие:
- гравитационное воздействие звезды-компаньона в двойной системе,
- явления коронального выброса массы,
- переход к стадии красного гиганта или красного сверхгиганта.

### Гравитационная потеря массы
Зачастую когда звезда входит в состав двойной системы, приливное воздействие вблизи центра масс оказывается достаточным для того, чтобы газ мог перетекать с одного компонента на другой. Данное явление особенно заметно, когда вторым компонентом является белый карлик, нейтронная звезда или чёрная дыра.

### Выброс массы
Некоторые классы звёзд, в особенности звёзды Вольфа — Райе, обладают достаточной массой и протяжённостью для того, чтобы относительно слабо удерживать внешние слои атмосферы. Часто такие явления, как солнечные вспышки и корональные выбросы массы, обладают достаточно большой энергией для того, чтобы унести часть вещества в окружающий космос.

### Потеря массы красными гигантами
Звёзды, перешедшие на стадию красного гиганта, примечательны быстрой потерей массы. Гравитация слабо удерживает внешние слои атмосферы, вследствие чего они могут быть сброшены в космос при мощных процессах, таких как начало гелиевой вспышки в ядре звезды. Конечная стадия эволюции красного гиганта также сопровождается значительной потерей массы при отделении внешних слоёв, образующих планетарную туманность.